# Shayne Topp
Shayne Robert Topp (Florida, 14 de septiembre de 1991) es un actor estadounidense que comenzó su carrera en el 2006 en la serie de televisión Moonpie. Trabajo en la serie de televisión original de Disney Channel, So Random! como «Shayne Zabo».  En 2015, empezó a trabajar con el famoso canal de Youtube, Smosh, siendo introducido el 17 de julio de 2015. El 29 de marzo de 2024 se casó con su compañera de trabajo de Smosh, Courtney Miller, en Santa Bárbara, California.

## Filmografía
| Año       | Título          | Rol              | Notas                                                                           |
| --------- | --------------- | ---------------- | ------------------------------------------------------------------------------- |
| 2006      | Moonpie         | John Paul        |                                                                                 |
| 2008      | iCarly          | Phillip Brownley | 1 episodio                                                                      |
| 2009      | Dear Lemon Lima | Philip Georgey   |                                                                                 |
| 2011      | The Violation   | Oscar Heim       | Documental                                                                      |
| 2011      | Love Bites      | Ian              | 1 episodio                                                                      |
| 2011      | All Kids Count  | Cory             | Serie de Televisión                                                             |
| 2011-2012 | So Random!      | Shayne Zabo      | Personaje secundario Disney Channel Original Serie                              |
| 2012      | Fred: The Show  | Steve            | 1 episodio                                                                      |
| 2012      | Hi, Lillian     | Dylan            |                                                                                 |
| 2015      | "Henry Denger"  | Dennis           | Episodio 22 Personaje Secundario http://henrydanger.wikia.com/wiki/Captain_Jerk |
| 2017-2019 | The Goldbergs   | Matt Bradley     |                                                                                 |